# جیوانی اسگمباتی
جیوانی اسگمباتی (انگلیسی: Giovanni Sgambati; ۲۸ مهٔ ۱۸۴۱ – ۱۴ دسامبر ۱۹۱۴) نوازنده پیانو، رهبر (موسیقی)، و آهنگساز اهل ایتالیا بودو از پیشگامان موسیقی معاصر به حساب می‌آید.

## زندگی
در رم به دنیا آمد. پدرش ایتالیایی و مادرش انگلیسی بود. تحصیلات ابتدایی خود را در تروی، اومبریا به پابان رساند و در همین دوره چند قطعه موسیقی برای کر نوشت. در سال ۱۸۶۰ به رم رفت و پشتیبانی فرانتس لیست که در ایتالیا بود بیشترین امتیاز را برای جیوانی به همراه داشت. در این دوران او کنسرت‌هایی اجرا کرد و پیانو می‌نواخت.

## فعالیت هنری
بین سال‌های ۱۸۶۴تا ۱۸۶۵ فعالیت‌های هنری او شامل همنوازی چهار ویلون، همنوازی دو پیانو و یک اورتور می‌باشد.
او سمفونی دانته لیست را در ۲۶ فوریه ۱۸۶۶ رهبری کرد. برای اولین بار در مونیخ با موسیقی ریشارد واگنر آشنایی پیدا کرد.
اولین آلبوم خود را در سال ۱۸۷۰ به نام موزیک اسکات، در دسترس همگان قرار داد و اولین سمفونی را در سال ۱۸۸۱ در قصر کیرینالی ایتالیا اجرا کرد.
در سال ۱۸۸۲ در اولین سفرش به انگلیس کنسرت پیانو اجرا کرد و در دومین سفر خود در سال ۱۸۹۱ سمفونی دوم او توسط ارکستر فیلارمونیک اجرا شد.
بزرگتری کار او به نام Requiem Mass در رم در سال ۱۹۰۱ اجرا شد. بسیاری از آثار پیانوی او موفقیت‌های دائمی کسب کرد.
در سن ۷۳ سالگی در رم درگذشت.